# Harnessing Ruin
Harnessing Ruin — шестой студийный альбом американской дэт-метал группы Immolation, выпущен 5 февраля 2005 на лейбле Listenable Records, также была выпущена Digi-Pack версия альбома, которая содержала видеоклип «Harnessing Ruin», также был выпущен лимитированный Винил-LP. Продюсером этого альбома стал Пауль Орофино.

## О альбоме
К записи своего шестого студийного альбома группа подходит в обновлённом составе, в 2002 году группу покидает барабанщик Алекс Эрнандес, ему на смену приходит Стив Шэлати и уже с ним группа приступает к записи альбома Harnessing Ruin.

## Список композиций
| №                   | Название                 | Длительность |
| ------------------- | ------------------------ | ------------ |
| 1.                  | «Swarm of Terror»        | 3:15         |
| 2.                  | «Our Savior Sleeps»      | 3:37         |
| 3.                  | «Challenge the Storm»    | 3:57         |
| 4.                  | «Harnessing Ruin»        | 4:32         |
| 5.                  | «Dead to Me»             | 5:19         |
| 6.                  | «Son of Iniquity»        | 6:08         |
| 7.                  | «My Own Enemy»           | 6:47         |
| 8.                  | «Crown the Liar»         | 4:55         |
| 9.                  | «At Mourning’s Twilight» | 5:16         |
| Общая длительность: | Общая длительность:      | 44:38        |

## В записи участвовали
- Росс Долан — вокал, бас-гитара
- Роберт Вигна — гитара
- Билл Тэйлор — гитара
- Стив Шэлати — ударные

### Персонал
- Пауль Орофино — продюсер, микширование
- Андреас Маршалл — обложка